# Trenchmouth
Trenchmouth — американський пост-хардкор гурт із Чикаго, штат Іллінойс, заснований у 1988 році. 
Основні учасники гурту:
1. Деймон Локс (Damon Locks) — вокал/перкусія,
2. Кріс ДеЗуттер (Chris DeZutter) — гітара,
3. Вейн Монтана (Wayne Montana) — бас,
4. Фред Армісен (Fred Armisen) — ударні.[1]

## Історія
Гурт Trenchmouth був заснований у 1988 році після того, як Локс і Армісен кинули школу School of Visual Arts і переїхали з Нью-Йорка до Чикаго. У складі з п’яти учасників із двома гітаристами гурт випустив сингл «Snakebite» у 1989 році.
У 1991 році гурт випустив мініальбом Kick Your Mind and Make It Move на лейблі Dead Bird та студійний альбом «Construction of New Action» на лейблі Skene! Records.
У 1993 році вийшов альбом Inside The Future на лейблі Skene! Records.
Третій альбом, Trenchmouth Vs. the Light of the Sun, вийшов на лейблі East West Records (підрозділ Elektra Records). 
Гурт випустив ще два альбоми:
у 1994 році — альбом Volumes, Amplifiers, Equalizers, 
у 1996 році — альбом The Broadcasting System.
Після випуску останнього альбому гурт Trenchmouth розпався.

## Інші проекти
Армісен був учасником комедійного вар’єте-шоу Saturday Night Live, а пізніше створив, продюсував і зіграв головну роль у телевізійному комедійному серіалі Portlandia. 
Локс пішов у гурт Super E.S.P., а пізніше знову зібрався з Монтаною, щоб сформувати гурт The Eternals.
У запитаннях і відповідях 2014 року, за участю музикантів Девіда Паджо та Девіда Граббса, Армісен розповів, чому він залишив Trenchmouth: «Здавалося, що інші гурти постійно обходять нас». Армісен також сказав, що «було легко переконати себе, що деякі з цих гуртів були більшим попсовими, і мали більше прихильників».

## Музичний стиль
Trenchmouth в першу чергу відомий як пост-хардкор гурт, але у музичному стилі гурту відчувається вплив різних жанрів, включаючи панк-рок, мат-рок, ньювейв, пост-панк, фанк і реггі, а також латиноамериканської музики.
Перший сингл гурту, «Snakebite», був описаний як пост-панк трек.
Альбом Construction of New Action більшою мірою базувався на гітарі.
Наступні релізи гурту, включаючи Trenchmouth Vs. Light of the Sun, можна описати як прог-рок 1970-х.
Останній альбом гурту, Broadcasting System, насичений дабом.

## Дискографія
Студійні альбоми
- Construction of New Action (Skene! Records, 1991)
- Inside The Future (Skene!, 1993)
- Trenchmouth Vs. the Light of the Sun (Skene!/EastWest, 1994)
- Volumes, Amplifiers, Equalizers (Runt, 1994)
- The Broadcasting System (Skene!, 1996)

Мініальбом
- Kick Your Mind and Make It Move EP (Dead Bird, 1991)

Збірні виступи
- Achtung Chicago! Zwei compilation (Underdog Records, 1993)
- More Motion: A Collection (Thick Records, 2003)

Сингли
- "Snakebite" (1989)